# Торопиловка (станция)
Торопиловка — промежуточная станция. Расположена на двухпутной линии Басы-Ворожба между станциями Сумы и Головашевка в пгт Степановка Сумской области Сумского района

## История
Станция была открыта в 1895 году. Причиной открытия стало возведение сахарного завода в 1893 году. Первое здание вокзала было построено в 1906, до наших дней оно не дошло. Современное здание было возведено в 1960 году

## Пассажирское сообщение
На станции останавливаются пригородные дизель-поезда в направлении Сум, Ворожбы, Веринского завода.